# LaGrange (Arkansas)
LaGrange es un pueblo ubicado en el condado de Lee en el estado estadounidense de Arkansas. En el Censo de 2010 tenía una población de 89 habitantes y una densidad poblacional de 155,49 personas por km².

## Geografía
LaGrange se encuentra ubicado en las coordenadas 34°39′20″N 90°44′2″O / 34.65556, -90.73389. Según la Oficina del Censo de los Estados Unidos, LaGrange tiene una superficie total de 0.57 km², de la cual 0.57 km² corresponden a tierra firme y (0%) 0 km² es agua.

## Demografía
Según el censo de 2010, había 89 personas residiendo en LaGrange. La densidad de población era de 155,49 hab./km². De los 89 habitantes, LaGrange estaba compuesto por el 57.3% blancos, el 40.45% eran afroamericanos, el 0% eran amerindios, el 0% eran asiáticos, el 0% eran isleños del Pacífico, el 0% eran de otras razas y el 2.25% pertenecían a dos o más razas. Del total de la población el 0% eran hispanos o latinos de cualquier raza.